# 托波利夫卡 (謝苗諾夫卡區)
52°2′1″N 32°27′51″E / 52.03361°N 32.46417°E
托波利夫卡（烏克蘭語：Тополівка），是烏克蘭北部的村莊，隸屬切爾尼希夫州的諾夫霍羅德-錫韋爾斯基區。該村面積0.9平方公里，海拔高度155米，2001年人口291，人口密度每平方公里323.3人。